# بورس هانوی
بورس هانوی (انگلیسی: Hanoi Stock Exchange) بازار بورس اوراق بهادار ویتنام است که در شهر هانوی مستقر می‌باشد. بازار بورس هانوی در سال ۲۰۰۵ تأسیس شد.